# Primula rockii
Primula rockii är en viveväxtart som beskrevs av William Wright Smith. Primula rockii ingår i släktet vivor, och familjen viveväxter. Inga underarter finns listade i Catalogue of Life.